# Буколија (Катанцаро)
Буколија је насеље у Италији у округу Катанцаро, региону Калабрија.
Према процени из 2011. у насељу је живело 101 становника. Насеље се налази на надморској висини од 580 м.